# Свободний (смт, Свердловська область)
Свобо́дний (рос. Свободный) — селище міського типу, центр та єдиний населений пункт Свободного міського округу Свердловської області.

## Військова частина
В селищі дислокована 42-га ракетна дивізія, яка входить до складу 31-ої ракетної армії РВСП.
ГУР України повідомило, що росія 19 травня 2025 року з території дивізії запустить міжконтинентальну ракету РС-24 "Ярс" по Україні.

## Населення
Населення — 8915 осіб (2018, 8198 у 2010, 9667 у 2002).